# Turms
Turms va ser, a la mitologia etrusca, un déu equivalent al Mercuri romà i a l'Hermes grec, tots dos déus del comerç i missatgers entre la humanitat i les divinitats.
Se'l representava amb els mateixos atributs i distintius que Hermes i Mercuri: un caduceu, un pétasos (sovint alat) i/o unes sandàlies alades. Era missatger de Tínia, el pare dels déus, que equivalia al Júpiter romà, encara que també es creu que estava «al servei» (ministerium) d'altres divinitats.
Les obres d'art etrusques sovint representen a Turms en el seu paper de psicopomp, conduint l'ànima dels difunts al més enllà. Amb aquesta funció de vegades es mostra als sarcòfags etruscs, en un cas al costat de Caront i de Cèrber. En una altra representació porta al costat l'ombra de Tirèsias per consultar amb Odisseu a l'inframón. Turms també apareix en imatges que representen el Judici de Paris, i en escenes amb Hercle (Hèracles) o Perseu.
La figura de Turms es coneix sobretot per les imatges de les decoracions de miralls de bronze etruscos, encara que per una inscripció se sap que tenia un temple a Cortona.